# Elezioni legislative in Francia del 1881
Le elezioni legislative in Francia del 1881 per eleggere i 545 membri della Camera dei Deputati si sono tenute dal 21 agosto al 4 settembre. Il sistema elettorale utilizzato fu un maggioritario a doppio turno dipartimentale.
La lista delle sinistre repubblicane (composta da candidati comuni di opportunisti e radicali) risultò maggioritaria, e garantì una breve svolta riformistica del governo, a cui capo si pose Léon Gambetta.

## Risultati
| Partito                                    | Partito           | Voti       | Voti | Seggi |
| Partito                                    | Partito           | Numero     | %    | Seggi |
| ------------------------------------------ | ----------------- | ---------- | ---- | ----- |
|                                            | Radicali          | 603 241    | 8,4  | 204   |
|                                            | Opportunisti      | 2 657 133  | 37,0 | 168   |
|                                            | Destre            | 1 084 398  | 15,1 | 88    |
|                                            | Estrema sinistra  | 2 226 247  | 31,0 | 46    |
|                                            | Centro-sinistra   | 610 422    | 8,5  | 39    |
| Totale voti                                | Totale voti       | 7 181 441  | 100  | 545   |
| Elettori iscritti                          | Elettori iscritti | 10 179 345 | –    | –     |
| Astenuti                                   | Astenuti          | 2 997 904  | 29,5 | –     |
| Fonte: Rois & Présidents, France Politique |                   |            |      |       |